# Håls
Håls er en landsby i Himmerland med 51 indbyggere (2008). Håls er beliggende nær Lindenborg Å to kilometer syd for Fjellerad, seks kilometer nord for Blenstrup og 22 kilometer syd for Aalborg. Landsbyen hører under Aalborg Kommune og er beliggende i Gunderup Sogn.
Håls består af primære gårde samlet i bymæssig bebyggelse med traditionelle stuehuse med rødstens- eller kalkede facader. Store gårde med aktiv landbrugsdrift fylder meget i Håls. Byens deles markant i to af en gennemgående landevej med 60 km/t hastighedsbegrænsning. Hovedparten af bebyggelsen ligger lidt tilbagetrukket fra landevejen. Bebyggelsen har en åben grøn landsbystruktur.